# 질 (시호)
질(質)은 시호에 쓰이는 글자다. 《일주서》 〈시법해〉에는 명실불상(名實不爽)을 일컫는다 하고, 《후한서》 효순효충효질제기의 주석에서는 《시법》을 인용하여 충정무사(忠正無邪)를 일컫는다 한다.

## 질황제
- 후한 질제

## 질왕
- 후한 부릉질왕 유연
- 류큐국 상질왕